# Español costeño (Colombia)
El español costeño o  Costeñol es un conjunto de dialectos que forman parte de las variedades caribeñas del idioma español que se hablan en el Caribe colombiano, la región septentrional del país.  
El dialecto es utilizado en la región comprendida por los departamentos de La Guajira, Magdalena, Atlántico, Sucre, Córdoba, Bolívar, las tres cuartas partes septentrionales del departamento del Cesar y pequeñas extensiones del norte de los departamentos de Santander y Norte de Santander, además de la zona del Urabá y el Bajo Cauca en Antioquia. Comprende ciudades como Riohacha, Valledupar, Santa Marta, Barranquilla, Cartagena, Sincelejo y Montería. Presenta varios subdialectos: sabanero, barranquillero, guajiro, cartagenero, entre otros.

## Historia
El "costeño colombiano" presenta evolución, aunque no necesariamente origen, similar a los otros dialectos caribeños (Venezuela, Cuba, Puerto Rico, etc.)[cita requerida], cuya probable base es el español atlántico, con similitud al español hablado en Andalucía y Canarias. La razón fundamental se encuentra en que el Caribe fue la primera región conquistada por los españoles, de los cuales la mayoría provenía de dicha región[cita requerida]  en el primer siglo de colonización. El contacto portuario trasatlántico, (en el caso de Colombia principalmente Cartagena de Indias y Santa Marta) entre un continente y otro continuó durante los siguientes siglos permitiendo el mantenimiento de un español propio y diferenciado al de las zonas andinas o "tierras altas" (Bogotá, Antioquia, Santanderes, etc.), cuya situación histórica, social y política permitió la aparición de muchas más formas y dialectos del idioma diferenciados entre sí.

## Fonética
- Presenta rasgos comunes al español hablado en toda América como el seseo.
- Se encuentran características semejantes a las de otros dialectos caribeños como el yeísmo, la no distinción entre y /ʝ/ y ll /ʎ/.
- Aspiración de la /s/ final de sílaba en posición anteconsonántica (costa - [ˈkoh.ta]), la pérdida (elisión) de la /s/ final absoluta (camas - [ˈka.ma]).
- Pérdida de la /r/ final absoluta (dormir - [doɾˈmi]) .
- Pérdida de la /d/ final absoluta (maldad - [malˈda]) y caída de la /d/ intervocálica de sílabas finales, como en los participios (comido - /koˈmi.o/), (nada - /ˈna/).
- La /d/ final absoluta se realiza siempre oclusiva, nunca fricativa como en otras regiones de América como México o el interior de Colombia: libertad - [li.βeɾˈtat] o [li.βeɾˈta], nunca [li.βeɾˈtað].
- Otro rasgo característico del español costeño es la realización de la africada postalveolar sorda /t͡ʃ/ (ch) como una oclusiva palatal sorda [c]: 'cachera' se pronunciaría [kaˈceɾa] y chimba se pronunciaría [ˈcimba].
- La jota se realiza como una aspiración suave ([h]), a veces casi desaparece, completamente diferente de la articulación velar de la /x/ española, mexicana o andina) y ocurren numerosas ablaciones (para - [pa], donde - [ˈon.de], nada - [na], adelante - [aˈlan.te]). Se destaca también la marcada nasalidad de las vocales que anteceden a las consonantes nasales.
- La /n/ en posición final se realiza como una nasal velar: timón - [tiˈmoŋ].
- En el norte del Cesar y en el sur de la Guajira se observa la realización oclusiva de la /b/ intervocálica: cabe - [ˈka.be] y no [ˈka.βe], como es normal en la mayoría de los dialectos del español.
- Las consonantes b, g y d se realizan oclusivas después de las líquidas r y l (incluso donde se “golpea”): carbón - [kaɾˈboŋ], sordo - [soɾ.do], cargar - [kaɾˈga], cuelga - [ˈkwel.ga]. Nunca se realizan fricativas como en ciertas regiones de América como México o el interior de Colombia: [kaɾˈβon], [ˈsoɾ.ðo], [kaɾˈɰaɾ], [ˈkwel.ɰa].

La característica fonética que permite dividir la región en dos es la presencia de la geminación de las consonantes posteriores a las líquidas r y l y la pérdida de éstas, fenómeno conocido coloquialmente como “golpear”. Por ejemplo, [ˈkad.do] por caldo, [ˈat.to] por alto, [ˈgop.pe] por golpe o [ˈkag.gar] por cargar. Este fenómeno se presenta desde Sabanalarga (Atlántico) hacia el sur hasta el departamento de Córdoba, cubriendo la mitad meridional del departamento del Atlántico, la parte noroccidental del departamento de Bolívar, las zonas costeras (norte) de los departamentos de Chocó y Antioquia y la totalidad de los departamentos de Sucre y de Córdoba. No se presenta en los departamentos de La Guajira, Cesar, Magdalena y mitad norte del Atlántico. El fenómeno también se presenta en países como Cuba, Panamá o Puerto Rico.

## Morfosintaxis
Como casi todo el español hablado en América, ustedes se utiliza como pronombre de segunda persona de plural, así como sus formas objeto (los, les) y su adjetivo posesivo (sus, de ustedes). Tú y usted (en situaciones formales) son utilizados para la segunda persona del singular.
En la Costa Caribe se utiliza principalmente el tuteo de la norma panhispánica a diferencia del resto del país. El tratamiento de usted se deja solo para dirigirse a personas mayores o que ostentan alguna dignidad como las autoridades, los jefes o los profesores. Incurrir en una confusión en este aspecto puede considerarse una falta de respeto. Se tratan de tú, en general, las personas de edades similares, los esposos, los novios, los hermanos, los abuelos hacia los nietos, los amigos, los compañeros de trabajo. Pero un niño siempre tratará de usted a una persona mayor, por ejemplo, un nieto al abuelo, un alumno de primaria o de secundaria a su profesor. También se usa el tratamiento de usted en situaciones formales, para poner distancia entre las personas o para expresar gravedad de una situación.
No se presentan ni leísmo, ni loísmo ni laísmo. Como en muchas partes de Hispanoamérica, se presenta la pluralización del pronombre objeto directo de tercera persona del singular cuando el objeto indirecto son varias personas: Yo se los dije por Yo se lo dije (en estos casos, el pronombre objeto indirecto les se cambia en español por se para evitar la cacofonía).
Los adjetivos posesivos son frecuentemente reemplazados por construcciones perifrásicas análogas con la preposición de: de él, de ella, de ustedes, de nosotros. Por ejemplo, el carro de nosotros (y no el carro nuestro o nuestro carro), la casa de él (y no la casa suya o su casa).
Como es común en el mundo hispanohablante, el futuro es reemplazado por la construcción perifrástica del presente continuo ir a + infinitivo: Voy a comer en lugar del futuro simple: Comeré.
En la región del sur de La Guajira y norte del Cesar se presenta el uso de las formas verbales correspondientes al voseo, en una forma semejante, más no igual, a la usada en Zulia, Venezuela, pero sin voseo pronominal: Y tú, ¿para dónde vais?, ¿Queréis, Juan?, Aquí tenéis a tu chiche en temple. 
Los diminutivos en -ico, -ica, -illo, -illa tienden a ser reemplazados por –ito, -ita: florecita, murito, chiquito, burrito.

## Subdialectos o variantes
- Noratlanticense: Mitad septentrional del departamento del Atlántico. Sus epicentros son Barranquilla y Soledad.
- Samario: norte del departamento del Magdalena, área circunvecina de Dibulla.
- Surmagdalenense y surcerasense.[1]
- Sabanero: Comprende principalmente las sabanas de Bolívar, Sucre y Córdoba, desde los Montes de María, el Urabá y partes del Bajo Cauca, sus epicentros son las ciudades de Sincelejo, Montería y El Carmen de Bolívar.[1]
- Guajiro y norcesarense: Desde la mitad meridional de La Guajira hasta la mitad septentrional del Cesar. Sus epicentros son Valledupar y Riohacha. Presenta el uso de las formas verbales correspondientes al voseo de ciertas regiones de América: Y tú, ¿para dónde vais?, ¿Queréis, Juan?, Aquí tenéis a tu chiche en temple. Presenta una entonación igual al dialecto norguajiro y pocas diferencias en cuanto al léxico con respecto al costeño general.[1]
- Cartagenero: Comprende a Cartagena de Indias y sus municipios circunvecinos.[1]
- Palenquero: Propio de poblaciones de la región del Palenque de San Basilio, Evitar y Malagana.